# Richard Erdman
Richard „Dick“ Erdman (* 1. Juni 1925 in Enid, Oklahoma; † 16. März 2019 in Los Angeles, Kalifornien) war ein US-amerikanischer Schauspieler und Regisseur, der im Laufe seiner 73 Jahre umfassenden Film- und Fernsehkarriere zahlreiche Charakterrollen spielte.

## Leben und Karriere
Richard Erdman wurde als Sohn eines Musikanten und einer Restauratorin geboren. Mit 15 Jahren brachte ihn seine Mutter nach Hollywood, wo er seinen Durchbruch als Schauspieler schaffen sollte. Nachdem er zunächst als Sportreporter für den Los Angeles Examiner gearbeitet hatte, gab Erdman sein Filmdebüt mit 18 Jahren in Das Leben der Mrs. Skeffington (1944) neben Claude Rains und Bette Davis. Zunächst nur in kleinen Rollen zu sehen, fand er Ende der 1940er-Jahre seine Position als Nebendarsteller. In der schweizerisch-amerikanischen Filmproduktion Swiss Tour war er etwa 1949 ala amerikanischer Tourist in den Alpen zu sehen. Da er äußerlich kein typischer Hollywood-Hauptdarsteller war, verlegte er sich bereits in jungen Jahren auf Charakterrollen. 1953 spielte er in der Verfilmung des erfolgreichen Broadwaystückes Stalag 17 von Billy Wilder die Rolle des strengen, aber gerechten Sergeant Hoffy. Erdman war in einer langen Reihe von Kriegsfilmen zu sehen, darunter in Tora! Tora! Tora! (1970) in der Rolle eines Soldaten im Zweiten Weltkrieg.
Ab den 1950er-Jahren spielte Richard Erdmann zahlreiche Gastrollen in US-amerikanischen Fernsehserien, darunter eine feste Rolle als Millionär in der Sitcom The Tab Hunter Show zwischen 1960 und 1961. Insbesondere in den 1980er- und 1990er-Jahren übernahm er auch Sprechrollen bei bekannten Zeichentrickserien. Richard Erdman war im deutschen Sender arte 2008 in der Spielfilmcollage Mord im Empire State Building zu sehen, in der Szenen aus über 50 Filmen des Film Noir zu einer fiktiven Geschichte montiert werden. Neben Richard Erdman werden alte Hollywoodlegenden wie Kirk Douglas, Mickey Rooney oder Ben Gazzara über die angeblichen Ereignisse interviewt. Zwischen 2009 und 2015 übernahm Erdman eine Nebenrolle als Alt-Student Leonard in insgesamt 53 Folgen der Fernsehserie Community. 2017 beendete er seine außergewöhnlich lange Hollywood-Karriere mit einer Gastrolle in der Sitcom Dr. Ken. Insgesamt trat er in mehr als 150 Film- und Fernsehproduktionen auf. 
Als Regisseur war er für zwei Episoden der The Dick Van Dyke Show (1966) verantwortlich, außerdem für den Fernsehfilm Mooch Goes to Hollywood (1971) sowie die Spielfilme Teenage Tease (1971) und The Brothers O’Toole (1973).
Erdmans erste Ehe mit der Schauspielerin Leza Holland zwischen 1948 und 1950 wurde geschieden, mit seiner zweiten Frau Sharon Randall (1923–2016) war er von 1953 bis zu ihrem Tod verheiratet. Ihre gemeinsame Tochter Erica Erdman starb 2010 mit 55 Jahren. Richard Erdman starb 2019 im Alter von 93 Jahren in Los Angeles, wo er zuletzt im betreuten Wohnen gelebt hatte.

## Filmografie (Auswahl)

### Als Schauspieler
- 1944: Das Leben der Mrs. Skeffington (Mr. Skeffington)
- 1944: Janie
- 1944: Hollywood-Kantine (Hollywood Canteen)
- 1945: Der Held von Burma (Objective, Burma!)
- 1945: Star in the Night (Kurzfilm)
- 1946: Tag und Nacht denk’ ich an Dich (Night and Day)
- 1946: Der Schatten einer Frau (Shadow of a Woman)
- 1946: Trügerische Leidenschaft (Deception)
- 1946: Eine Lady für den Gangster (Nobody Lives Forever)
- 1947: Rauhe Ernte (Wild Harvest)
- 1949: Swiss Tour
- 1950: Die Männer (The Men)
- 1950: Unser Admiral ist eine Lady (The Admiral Was a Lady)
- 1951: Cry Danger
- 1951: Der Prügelknabe (The Stooge)
- 1951: Höllenreiter der Nacht (The Wild Blue Yonder)
- 1952: Menschenjagd in San Francisco (The San Francisco Story)
- 1952: Schrecken der Division (Jumping Jacks)
- 1952: Mein Sohn entdeckt die Liebe (The Happy Time)
- 1953: Gardenia – Eine Frau will vergessen (The Blue Gardenia)
- 1953: Stalag 17
- 1953: Spur in der Wüste (The Steel Lady)
- 1953–1955: Where’s Raymond? (Fernsehserie, 36 Folgen)
- 1956: Broadway-Zauber (Anything Goes)
- 1956: Die Macht und ihr Preis (The Power and the Prize)
- 1958: Vom Teufel geritten (Saddle the Wind)
- 1958: Alfred Hitchcock Presents (Fernsehserie, Folge 4x04)
- 1958–1966: Perry Mason (Fernsehserie, 6 Folgen)
- 1960–1961: Ein Playboy hat’s schwer (The Tab Hunter Show, Fernsehserie, 32 Folgen)
- 1961: Teufelskerle in Fernost (Marines, Let’s Go)
- 1962–1963: Saints and Sinners (Fernsehserie, 16 Folgen)
- 1963: Mr. Ed (Mister Ed, Fernsehserie, Folge 3x17 Arbeitslos)
- 1963: The Twilight Zone (Fernsehserie, Folge 5x04 Der Herr der Zeit)
- 1964: Mein Zimmer wird zum Harem (The Brass Bottle)
- 1965: The Dick Van Dyke Show (Fernsehserie, Folge 4x29)
- 1966: Namu, der Raubwal (Namu, the Killer Whale)
- 1967: Solo für O.N.C.E.L. (The Man from U.N.C.L.E., Fernsehserie, Folge 3x17)
- 1967: Immer wenn er Pillen nahm (Mr. Terrific, Fernsehserie, Folge 1x01)
- 1968: Ein Käfig voller Helden (Hogan’s Heroes, Fernsehserie, Folge 4x10)
- 1969: Bezaubernde Jeannie (I Dream of Jeannie, Fernsehserie, Folge 4x15)
- 1969: Ein Frechdachs im Maisbeet (Rascal)
- 1970: The Beverly Hillbillies (Fernsehserie, Folge 9x02)
- 1970: Tora! Tora! Tora!
- 1972: Um drei Uhr geht die Bombe hoch (Visions of Death, Fernsehfilm)
- 1974: Das Gesetz bin ich (Mr. Majestyk)
- 1975/1976: Der Sechs-Millionen-Dollar-Mann (The Six Million Dollar Man, Fernsehserie, 2 Folgen)
- 1977: Die Sieben-Millionen-Dollar-Frau (The Bionic Woman, Fernsehserie, Folge 3x11)
- 1978–1982: Lou Grant (Fernsehserie, 4 Folgen)
- 1979: The Amazing Spider-Man (Fernsehserie, 2 Folgen)
- 1981–1987: Die Schlümpfe (The Smurfs, Serie, 4 Folgen, Sprechrolle)
- 1982: Quincy (Quincy, M.E., Fernsehserie, Folge 7x20)
- 1983: The Dukes (Fernsehserie, 20 Folgen, Sprechrolle)
- 1984: Trancers
- 1984/1989: Mord ist ihr Hobby (Murder, She Wrote, Fernsehserie, 2 Folgen)
- 1985: Tomboy – Junge, was für ein Mädchen (Tomboy)
- 1985: Remington Steele (Fernsehserie, Folge 4x08)
- 1986: Die Stewardessen Academy (Stewardess School)
- 1986: Cheers (Fernsehserie, Folge 5x03 Esther und Fitz)
- 1986–1988: The Flintstone Kids (Fernsehserie, 34 Folgen, Sprechrolle)
- 1987: DuckTales – Neues aus Entenhausen (DuckTales, Serie, 2 Folgen, Sprechrolle)
- 1988–1989: Fantastic Max (Serie, 3 Folgen, Sprechrolle)
- 1990: Überflieger (Wings, Fernsehserie, Folge 1x02)
- 1990: Mein Vater ist ein Außerirdischer (Out of This World, Fernsehserie, Folge 4x03)
- 1994: Picket Fences – Tatort Gartenzaun (Picket Fences, Fernsehserie, Folge 3x08)
- 1994: Der Pagemaster – Richies fantastische Reise (The Pagemaster, Sprechrolle)
- 1997: Beverly Hills, 90210 (Fernsehserie, Folge 8x07)
- 1999: The Learning Curve
- 2000: Felicity (Fernsehserie, Folge 3x08)
- 2002: Für alle Fälle Amy (Judging Amy, Fernsehserie, Folge 4x05)
- 2004: Die himmlische Joan (Joan of Arcadia, Fernsehserie, Folge 1x17)
- 2006: Viagra Falls (Fernsehfilm)
- 2008: Mord im Empire State Building (Meurtres à l’Empire State Building, Fernsehfilm)
- 2009–2015: Community (Fernsehserie, 53 Folgen)
- 2017: Dr. Ken (Fernsehserie, Folge 2x22)

### Als Regisseur
- 1966: The Dick Van Dyke Show (Fernsehserie, 2 Folgen)
- 1971: Teenage Tease
- 1971: Mooch Goes to Hollywood (Fernsehfilm)
- 1973: The Brothers O’Toole